# Rome (Wisconsin)
Rome és una concentració de població designada pel cens dels Estats Units a l'estat de Wisconsin. Segons el cens del 2000 tenia 574 habitants.

## Demografia
Segons el cens del 2000, Rome tenia 574 habitants, 220 habitatges, i 168 famílies. La densitat de població era de 56,2 habitants per km².
Dels 220 habitatges en un 29,1% hi vivien nens de menys de 18 anys, en un 66,8% hi vivien parelles casades, en un 5,9% dones solteres, i en un 23,6% no eren unitats familiars. En el 18,6% dels habitatges hi vivien persones soles el 5,5% de les quals corresponia a persones de 65 anys o més que vivien soles. El nombre mitjà de persones vivint en cada habitatge era de 2,61 i el nombre mitjà de persones que vivien en cada família era de 2,98.
Per edats la població es repartia de la següent manera: un 23,7% tenia menys de 18 anys, un 7,3% entre 18 i 24, un 30,5% entre 25 i 44, un 25,8% de 45 a 60 i un 12,7% 65 anys o més.
L'edat mediana era de 39 anys. Per cada 100 dones de 18 o més anys hi havia 102,8 homes.
La renda mediana per habitatge era de 55.357 $ i la renda mediana per família de 60.875 $. Els homes tenien una renda mediana de 36.938 $ mentre que les dones 24.063 $. La renda per capita de la població era de 20.622 $. Aproximadament el 2,3% de les famílies i el 5,3% de la població estaven per davall del llindar de pobresa.